# Божья земля (фильм, 2017)
«Бо́жья земля́» (англ. God's Own Country) — британский драматический фильм 2017 года, режиссёром и сценаристом которого является Фрэнсис Ли. Это дебютная работа Ли в качестве режиссёра полнометражного художественного фильма. Главные роли в картине сыграли Джош О’Коннор и Алек Секэряну. Фильм рассказывает о молодом фермере из Йоркшира, жизнь которого кардинально меняется после знакомства с трудовым мигрантом из Румынии.
Мировая премьера «Божьей земли» состоялась на кинофестивале «Сандэнс» 23 января 2017 года; 11 февраля 2017 года фильм был показан на Берлинском кинофестивале. В Великобритании фильм вышел в прокат 1 сентября 2017 года.
«Божья земля» получила широкое признание критиков, которые высоко оценили актёрскую игру (особенно О’Коннора) и сюжет, а также отметили многообещающий старт Ли. Картина стала единственным британским фильмом, представленным в категории «Мировая драма» на кинофестивале «Сандэнс» в 2017 году, и получила приз за лучшую режиссуру.

## Сюжет
В Йоркшире Джонни живёт на семейной ферме со своим отцом Мартином и бабушкой Дейрдре. Из-за того, что его отец перенёс инсульт, а бабушка уже в возрасте, большая часть повседневного управления фермой ложится на плечи Джонни. В свободное время Джонни напивается до беспамятства и вступает в тайные сексуальные связи с другими мужчинами. Однажды он поздно возвращается на ферму после секса с молодым аукционистом, и отец ругает Джонни за то, что в его отсутствие телёнок издох от тазового предлежания.
Георге, трудовой мигрант из Румынии, нанимается в качестве дополнительного помощника в сезон рождения ягнят. Он приезжает и проводит свою первую ночь в трейлере, который семья обустроила для его проживания. Поскольку суягные овцы уходят в отдельный загон, а часть ограды фермы надо отремонтировать, принимается решение, что Джонни и Георге должны провести несколько дней в палатке поближе к животным. Когда одна из овец рожает ягнёнка без признаков жизни, Джонни удивлён тем, что Георге удаётся реанимировать его и позаботиться о нём. Однажды утром, после того как Джонни снова называет Георге «цыганом», Георге валит его на землю и предупреждает Джонни, чтобы тот больше не разговаривал с ним в таком тоне.
На следующий день между ними снова завязывается драка, в результате которой Джонни делает минет Георге, и двое мужчин занимаются грубым и страстным сексом в грязи. Хотя Джонни поначалу не признаёт факт встречи, в течение дня они делятся сигаретами и пакетиками сахара для лапши быстрого приготовления. В ту ночь Георге сопротивляется агрессивному желанию Джонни заняться сексом, вместо этого показывая ему, что секс может быть и нежным, и двое мужчин впервые целуются.
Вернувшись на ферму, Джонни приглашает Георге ночевать с ним в доме, но Георге решает остаться в трейлере. Когда у Мартина случается второй инсульт, Джонни понимает, что управление фермой теперь полностью лежит на нём, и спрашивает Георге, останется ли он с ним. Когда Георге выражает неуверенность в том, что они смогут быть вместе и одновременно заниматься фермой, Джонни напивается в стельку и вступает в очередную случайную сексуальную связь. Когда Георге понимает, что натворил Джонни, он уезжает с фермы.
Мартина выписывают из больницы, но он уже полностью немощен. Джонни, отчаянно желая помириться с Георге, говорит отцу, что он останется управлять фермой, но всё должно происходить на его условиях. Мартин даёт своё молчаливое согласие Джонни, и тот отправляется на поиски Георге. После того как он находит Георге на заводе в Шотландии, они мирятся. Георге возвращается с Джонни на ферму, трейлер увозят, и Георге переезжает в дом.

## В ролях
- Джош О’Коннор — Джонни Саксби
- Алек Секэряну — Георге Йонеску
- Иэн Харт — Мартин Саксби
- Джемма Джонс — Дейдре Саксби

## Производство
Фильм частично основан на жизни писателя и режиссёра Фрэнсиса Ли, который также должен был принять решение — остаться работать на ферме своей семьи, либо отправиться в драматическую школу.
Фильм был снят в Йоркшире, селе Лайкок в области Китли, Уэст-Йоркшир. Некоторые сцены были сняты на автовокзале Китли.

## Релиз
Мировая премьера состоялась на кинофестивале «Сандэнс» 23 января 2017 года. Картина стала единственным британским фильмом, представленным в категории «Мировая драма» на кинофестивале «Сандэнс» в 2017 году, и получила приз за лучшую режиссуру.
11 февраля 2017 года фильм был показан на Берлинском кинофестивале.

## Кассовые сборы
«Божья земля» собрала в мировом прокате 2,6 млн долларов, в том числе 1,2 млн долларов в Великобритании.

## Критика
Фильм получил положительные отзывы кинокритиков. На сайте Rotten Tomatoes фильм имеет рейтинг 98 % на основе 130 рецензий со средним баллом 8 из 10. На сайте Metacritic фильм имеет оценку 85 из 100 на основе 22 рецензий критиков, что соответствует статусу «всеобщее признание».
Питер Брэдшоу из газеты The Guardian дал фильму четыре звезды из пяти. Он описал фильм как «почти, но не совсем Горбатая гора», а также как «очень британская история любви, трещащая по швам от невысказанных эмоций, страхов о будущем, готовностью вытеснить каждую эмоцию в тяжёлую физическую работу». Эд Поттон из газеты The Times дал фильму четыре звезды из пяти, описав его как «великолепный» и «мощный» фильм.

## Награды и номинации
| Награда                                                    | Дата вручения   | Категория                                                                     | Номинанты и получатели | Результат | Ист.          |
| ---------------------------------------------------------- | --------------- | ----------------------------------------------------------------------------- | ---------------------- | --------- | ------------- |
| Кинофестиваль «Сандэнс»                                    | 28 января 2017  | «Премия World Cinema Directing: Драма»                                        | Фрэнсис Ли             | Победа    | [ 16 ]        |
| Кинофестиваль «Сандэнс»                                    | 28 января 2017  | «Премия Большого жюри: Документальный фильм США»                              | Фрэнсис Ли             | Номинация | [ 16 ]        |
| Берлинский кинофестиваль                                   | 18 февраля 2017 | «Премия Мэннера»                                                              | Фрэнсис Ли             | Победа    | [ 17 ]        |
| Берлинский кинофестиваль                                   | 18 февраля 2017 | «Премия Тедди»                                                                | Фрэнсис Ли             | Номинация | [ 17 ]        |
| Международный кинофестиваль в Сан-Франциско                | 19 апреля 2017  | «Приз „Золотые ворота“»                                                       | «Божья земля»          | Номинация | [ 18 ]        |
| Toronto Inside Out Lesbian and Gay Film and Video Festival | 4 мюня 2017     | «Премия Билли Шервуда»                                                        | «Божья земля»          | Победа    | [ 19 ] [ 20 ] |
| Международный кинофестиваль в Трансильвании                | 11 июня 2017    | «Специальная премия жюри»                                                     | «Божья земля»          | Победа    | [ 21 ]        |
| Международный кинофестиваль в Трансильвании                | 11 июня 2017    | «Трофей Трансильвании»                                                        | «Божья земля»          | Номинация | [ 21 ]        |
| Кинофестиваль в Сиднее                                     | 18 июня 2017    | «Приз зрительский симпатий фильмов Foxtel»                                    | «Божья земля»          | 7-е место | [ 22 ]        |
| Международный ЛГБТ-кинофестиваль в Сан-Франциско           | 27 июня 2017    | «AT&T Audience Award: Best Feature»                                           | Фрэнсис Ли             | Победа    | [ 23 ]        |
| Эдинбургский кинофестиваль                                 | 30 июня 2017    | «Премия имени Майкла Пауэлла за лучший новый британский полнометражный фильм» | Фрэнсис Ли             | Победа    | [ 24 ]        |
| Fünf Seen Film Festival                                    | 5 августа 2017  | «Приз зрительских симпатий»                                                   | «Божья земля»          | Номинация | [ 25 ]        |
| Galway Film Fleadh                                         | 5 сентября 2017 | «Best International First Feature»                                            | «Божья земля»          | Победа    | [ 26 ]        |
| Dinard British Film Festival                               | 1 октября 2017  | «Золотой Хичкок»                                                              | «Божья земля»          | Победа    | [ 27 ] [ 28 ] |
| Dinard British Film Festival                               | 1 октября 2017  | «Heartbeat Hitchcock»                                                         | «Божья земля»          | Победа    | [ 27 ] [ 28 ] |
| Международный кинофестиваль в Чикаго                       | 26 октября 2017 | «Серебряный Хьюго»                                                            | «Божья земля»          | Победа    | [ 29 ]        |
| Zagreb Film Festival                                       | 18 ноября 2017  | «Премия Золотая коляска»                                                      | «Божья земля»          | Номинация | [ 30 ]        |
| Международный кинофестиваль в Стокгольме                   | 20 ноября 2017  | «Лучший режиссёр»                                                             | Фрэнсис Ли             | Победа    | [ 31 ]        |
| Международный кинофестиваль в Стокгольме                   | 20 ноября 2017  | «Лучший актёр»                                                                | Джош О’Коннор          | Победа    | [ 31 ]        |
| Международный кинофестиваль в Стокгольме                   | 20 ноября 2017  | «Бронзовая лошадь»                                                            | «Божья земля»          | Номинация | [ 31 ]        |
| Chéries-Chéris                                             | 21 ноября 2017  | «Гран-при»                                                                    | «Божья земля»          | Номинация | [ 32 ]        |
| Премия британского независимого кино                       | 10 декабря 2017 | «Премия Дугласа Хикокса»                                                      | Фрэнсис Ли             | Номинация | [ 33 ]        |
| Премия британского независимого кино                       | 10 декабря 2017 | «Лучший британский независимый фильм»                                         | «Божья земля»          | Победа    | [ 33 ]        |
| Премия британского независимого кино                       | 10 декабря 2017 | «Лучший режиссёр»                                                             | Фрэнсис Ли             | Номинация | [ 33 ]        |
| Премия британского независимого кино                       | 10 декабря 2017 | «Лучший сценарий»                                                             | Фрэнсис Ли             | Номинация | [ 33 ]        |
| Премия британского независимого кино                       | 10 декабря 2017 | «Лучший актёр»                                                                | Джош О’Коннор          | Победа    | [ 33 ]        |
| Премия британского независимого кино                       | 10 декабря 2017 | «Лучший актёр»                                                                | Алек Секэряну          | Номинация | [ 33 ]        |
| Премия британского независимого кино                       | 10 декабря 2017 | «Лучший актёр второго плана»                                                  | Иэн Харт               | Номинация | [ 33 ]        |
| Премия британского независимого кино                       | 10 декабря 2017 | «Лучший дебют сценариста»                                                     | Фрэнсис Ли             | Победа    | [ 33 ]        |
| Премия британского независимого кино                       | 10 декабря 2017 | «Лучший продюсер»                                                             | Джек Тарлинг           | Номинация | [ 33 ]        |
| Премия британского независимого кино                       | 10 декабря 2017 | «Лучший продюсер»                                                             | Мэнон Ардиссон         | Номинация | [ 33 ]        |
| Премия британского независимого кино                       | 10 декабря 2017 | «Лучший подбор актёров»                                                       | Шахин Баиг             | Номинация | [ 33 ]        |
| Премия британского независимого кино                       | 10 декабря 2017 | «Лучший подбор актёров»                                                       | Лайла Меррик-Вулф      | Номинация | [ 33 ]        |
| Премия британского независимого кино                       | 10 декабря 2017 | «Лучший звук»                                                                 | Анна Бёртмарк          | Победа    | [ 33 ]        |
| Премия Лондонского кружка кинокритиков                     | 28 января 2018  | Фильм года                                                                    | «Божья земля»          | Номинация | [ 34 ]        |
| Премия Лондонского кружка кинокритиков                     | 28 января 2018  | Британский / Ирландский фильм года                                            | «Божья земля»          | Номинация | [ 34 ]        |
| Премия Лондонского кружка кинокритиков                     | 28 января 2018  | Британский / Ирландский актёр года                                            | Джош О’Коннор          | Номинация | [ 34 ]        |
| Премия Лондонского кружка кинокритиков                     | 28 января 2018  | Лучший Британский / Ирландский режиссёр                                       | Фрэнсис Ли             | Победа    | [ 34 ]        |
| Премия Лондонского кружка кинокритиков                     | 28 января 2018  | Премия за технические достижения                                              | Джошуа Джеймс Ричардс  | Номинация | [ 34 ]        |
| Премия Дориана                                             | 31 января 2018  | ЛГБТК-фильм года                                                              | «Божья земля»          | Номинация | [ 35 ]        |
| Премия Дориана                                             | 31 января 2018  | Неоценённый фильм года                                                        | «Божья земля»          | Победа    | [ 35 ]        |
| Evening Standard British Film Awards                       | 8 февраля 2018  | Лучший фильм                                                                  | «Божья земля»          | Победа    | [ 36 ]        |
| Evening Standard British Film Awards                       | 8 февраля 2018  | Лучший актёр второго плана                                                    | Иэн Харт               | Номинация | [ 36 ]        |
| Evening Standard British Film Awards                       | 8 февраля 2018  | Лучшая актриса второго плана                                                  | Джемма Джонс           | Победа    | [ 36 ]        |
| Evening Standard British Film Awards                       | 8 февраля 2018  | Прорыв года                                                                   | Фрэнсис Ли             | Номинация | [ 36 ]        |
| Evening Standard British Film Awards                       | 8 февраля 2018  | Прорыв года                                                                   | Джош О’Коннор          | Номинация | [ 36 ]        |
| Премия «Спутник»                                           | 10 февраля 2018 | «Лучший фильм»                                                                | «Божья земля»          | Победа    | [ 37 ]        |
| BAFTA                                                      | 8 февраля 2018  | Выдающийся британский фильм года                                              | «Божья земля»          | Номинация | [ 38 ]        |
| BAFTA                                                      | 8 февраля 2018  | Премия восходящей звезде                                                      | Джош О’Коннор          | Номинация | [ 38 ]        |